# Салій Володимир Богданович
Володимир Богданович Салій (17 липня 1973) — український футболіст, що грав на позиції захисника. Відомий за виступами в команді вищої української ліги «Прикарпаття» з Івано-Франківська.

## Клубна кар'єра
Володимир Салій розпочав виступи на футбольних полях у 1992 році в аматорській команді «Хутровик» з Тисмениці, яка з наступного року розпочала виступи в перехідній лізі. У 1994 році футболіст перейшов до команди вищої ліги «Прикарпаття» з Івано-Франківська, в якій грав до середини 1995 року, провівши 16 матчів, одночасно граючи за «Хутровик» як фарм-клуб вищолігової команди спочатку в перехідній, а в 1995 році в другій лізі. У 1995 році Салій став гравцем польського клубу «Гетьман» із Замостя. На початку 2000 року футболіст повернувся до України, та став гравцем клубу другої ліги «Техно-Центр» з Рогатина. У 2001 році Салій зіграв 2 матчі за «Прикарпаття», яке на той час грало вже в першій лізі. У цьому ж році Володимир Салій повернувся до «Техно-Центра», грав у складі рогатинської команди до 2005 року. У 2005 році Салій став гравцем команди другої ліги «Факел» з Івано-Франківська, в якому грав до 2007 року. До 2012 року Володимир Салій грав у низці аматорських клубів Івано-Франківської області. Після закінчення виступів на футбольних полях Володимир Салій працював у академії футзального клубу «Ураган» з Івано-Франківська. У 2020 році Салій став одним із тренерів футбольної академії «Прикарпаття».